# 東芝機械ココム違反事件
東芝機械ココム違反事件（とうしばきかいココムいはんじけん）とは、1987年（昭和62年）に日本で発生した外国為替及び外国貿易法違反事件である。共産圏へ輸出された工作機械によりソビエト連邦の潜水艦技術が進歩し、アメリカ海軍に危険を与えたとして日米間の政治問題に発展した。

## 事件概要

### 事件の発生
静岡県沼津市に本社を置く東芝機械（当時）は、国内工作機械の大手メーカーであり総合電気メーカー東芝が50.1%の資本を出資した子会社であった。東芝グループ全体における東芝機械の売上は10%程度であり、東芝機械の共産圏への輸出額は売上全体の20%以下であった。
東芝機械は伊藤忠商事とダミー会社の和光交易を通じて、1982年12月から1984年にかけて、ソビエト連邦技術機械輸入公団へ『工作機械』8台と当該工作機械を制御するためのNC装置及びソフトウェアをノルウェー経由で輸出した。この機械は同時9軸制御が可能な高性能モデルであり、輸出は当然対共産圏輸出統制委員会（ココム）違反として禁止されていた。しかし東芝機械と伊藤忠商事の手で1982年から1983年にかけて機械本体がソビエト連邦に輸出され、修正ソフトは1984年に輸出された。
東芝機械と伊藤忠商事はもちろん、担当した和光交易の社員もソ連から引合のあった『工作機械』は共産圏への輸出が認められていない点を認識した上で、輸出する機械は同時2軸制御の大型立旋盤の輸出であるとの偽りの輸出許可申請書を作成し、海外にて組み立て直すとして契約を交わした。輸出を管理する通商産業省もこの許可申請が虚偽であると見抜けなかった。

### 密告
この取引を1986年末に、和光交易の社員の熊谷独からの密告で知ったアメリカ合衆国連邦政府は、この輸出が日本も参加していたココムの協定に違反しており、さらにアメリカ合衆国国防総省は調査の上で、昨今の急激なソビエト連邦海軍の攻撃型原子力潜水艦のスクリュー静粛性向上に貢献したと結論付け、佐々淳行内閣安全保障室長を通じて日本政府に知らせた。
一般には1987年3月の朝日新聞による報道が、事件の第一報となった。
| 「 | 米国防総省筋は19日、潜水艦のスクリューをつくるのに使われる日本製の工作機械がソ連に渡ったことを米政府がつかみ、ココム（対共産圏輸出統制委員会）の規制に違反する疑いがあるとしてこのほど日本政府に対し、調査を要請したことを明らかにした。関係筋によると、問題とされた工作機械は、東芝の50%出資の子会社である東芝機械の製品と見られる。 フライス盤の一種で、船のスクリューの羽根をつくるのに用いられる。軍事技術に転用可能な汎（はん）用技術製品で、ソ連は、これを潜水艦のスクリュー音を減らすための新型羽根の開発、製造に利用しているという。 ソ連がいつ、どのような経路で入手したのかは明らかでないが、ノルウェーの兵器メーカー、コングスベルグ社からも同様の工作機械が渡っている、と米政府は指摘している。これらの入手によって、ソ連は、潜水艦の探知、識別、追跡の手がかりとなるスクリュー音を小さくするのに成功し、米海軍にとってソ連潜水艦の追尾を困難にする恐れがある、というのが国防総省の見方だ。 このため米政府は日本、ノルウェー両国政府に対し、これらの機械が輸出された事情を徹底的に調査するよう要請。ココム違反が明らかにされれば、ココムに関する国際了解とそれぞれの国内法に基づいて「適切な措置」（国防総省筋）をとるよう求めている。 | 」 |

その後、6月には中曾根康弘総理大臣からアメリカに送られた田村元通産大臣が、アメリカのキャスパー・ワインバーガー国防長官に対して正式に謝罪した。

### 捜査と裁判
1987年（昭和62年）4月30日、警視庁公安部が東芝機械の家宅捜索を行い、5月15日に通産省が東芝機械に対して共産圏向け輸出の1年間停止の行政処分を下し、5月27日に虚偽申請について国内法である外為法違反により東芝機械幹部2人を逮捕し、東芝機械と共に起訴され裁判が行われた。
1988年（昭和63年）3月22日、東京地方裁判所において判決が下され、東芝機械が罰金200万円、幹部社員2人は懲役10月（執行猶予3年）及び懲役1年（執行猶予3年）の量刑が下された。親会社である東芝は佐波正一会長および渡里杉一郎社長が辞職をした。東芝生え抜きで初のトップとなり、土光を含めた役員たちが重電畑のエースとして期待してきた佐波会長の任期は短かったが、やはり技術畑の青井舒一が後任となった。
伊藤忠商事の瀬島龍三相談役が特別顧問に左遷された。なお瀬島は中曾根内閣のブレーンであったが、ユーリー・ラストヴォロフ二等書記官及びイワン・コワレンコによって、ソ連のスパイ疑惑が持ち上がり一騒動が起きている。

## 外交問題化
アメリカ合衆国では東芝機械の他、東芝を始めとする東芝グループ全社の製品を輸入禁止とするなど、問題に対して厳しく対応した。また、ホワイトハウスの前では連邦議会議員が東芝製のラジカセやTVをハンマーで壊すパフォーマンスを見せるなど感情的な反応も見られた。議会において東芝追及の中心人物であったハンター下院議員は、輸出によりアメリカ兵が命の危険にさらされたと東芝を厳しく批判し、さらにアメリカの原潜がソ連原潜を探知できる範囲が50%減少したため5から10年内に300億ドルを投じて30隻の新型原潜を建造する必要が出てきたと主張した。

## 外国ロビー法規制強化への影響
しかし東芝は、この事態に対して1987年から2年間にわたり、議会における制裁内容を和らげるためのロビー活動を行なった。東芝が投入した費用及びロビイストの数、活動規模はそれまでで最大と評された。ロビイストの弁護士ホウリハンは東芝と東芝機械は別個の会社であると主張しある程度の成功をみたが、行き過ぎたロビー活動が批判され、アメリカにおける「外国ロビー法規制強化」法案上程のきっかけとなった。